# تاريخ لاتفيا
يأتي الاسم لاتفيا من اللاتغاليين القدامى وهم إحدى قبائل البلطيق الهندوأوروبية والتي شكلت مع قبائل الكورونيين والسيلونيين والسيميغاليين الجوهر العرقي للشعب اللاتفي اليوم. حوالي بداية الألف الثالثة قبل الميلاد، استوطن البروتو بلطيقيون أسلاف الشعب اللاتفي الساحل الشرقي لبحر البلطيق. أسس البلطيقيون طرقًا تجارية مع روما وبيزنطة، حيث تاجروا الكهرمان المحلي بالمعادن الثمينة. بحلول العام 900 ميلادية، تميزت أربعة قبائل بلطيقية في لاتفياهي الكورونيون واللاتغاليون والسيلونيون والسيميغاليون، بالإضافة إلى الليفونيين الذي تحدثوا لغة فينية.
في بداية القرن الثالث عشر، حكم الألمان أجزاء كبيرة من لاتفيا الحالية. كانت الفترة ما بين القرنين السادس عشر والثامن عشر فترة تغيير كبير لسكان لاتفيا حيث تضمنت إصلاحات كبيرة وانهيار دولة ليفونيا وتقاسم القوى الأجنبية للأراضي اللاتفية. بعد الحرب الليفونية (1558-1583) سقطت ليفونيا (لاتفيا) تحت سيطرة بولندا وليتوانيا. سيطرت دوقية ليتوانيا الكبرى على الأراضي الشمالية من لاتفيا والجنوبية من إستونيا إلى وشكلت تلك الأراضي دوكاتوس ألترادونينسيس. حدثت العديد من التغييرات الثقافية في هذا الوقت. تحت الحكم السويدي والألماني، تبنت منطقة غرب لاتفيا اللوثرية كدين أساسي، كما شكلت القبائل القديمة شعبًا يتكلم لغة واحدة هي اللغة اللاتفية.
أنهى استسلام إستونيا وليفونيا في 1710 ومعاهدة نيستاد حرب الشمال العظمى في 1721، حيث أعطيت روسيا فيدزيم (وأصبحت جزءًا من محافظة ريغا). أما منطقة لاتغاليا فظلت في الكومنولث البولندي الليتواني باسم فويفودية إنفلانتي حتى 1772 عندما دمجت في روسيا. خلال حرب الشمال العظمى (1700-1721)، كانت منطقة البلطيق مرة أخرى مسرحًا لدمار كبير، حيث اتبع بطرس الأكبر سياسة الأرض المحروقة، وبينما كان المجاعة والطاعون مسؤولين عن الخسائر الفادحة في الأرواح البشرية حيث فقدت لاتفيا نحو 40% من سكانها. في 1710، بلغ الطاعون ريغا حيث نشط حتى 1711 وأودى بحياة ما يقرب من نصف السكان.
تغير الهيكل الاجتماعي جدًا في القرن التاسع عشر، حيث أعاد قسم كبير من الفلاحين المستقلين تأسيس كيانه، بعد أن سمح للفلاحين بشراء أراضيهم مرة أخرى، لكن العديدين من الفلاحين الذين لم يمتلكوا الأرض بقوا فيها. كما تطورت طبقة بروليتارية في المدن ونمت لتصبح طبقة برجوازية لاتفية نافذة. دمرت الحرب العالمية الأولى الأراضي اللاتفية مع قسم كبير من الأجزاء الغربية من الإمبراطورية الروسية. اقتصرت المطالب بتقرير المصير في بادئ الأمر على الحكم الذاتي فقط، لكن الثورة الروسية عام 1917 ومعاهدة بريست ليتوفسك وهدنة التحالف مع ألمانيا في 11 نوفمبر 1918 م خلقت فراغًا في السلطة. أعلن مجلس الشعب اللاتفي استقلال البلاد في ريغا في 18 نوفمبر 1918 م وأصبح كارليس أولمانيس رئيس الحكومة المؤقتة. بحلول عام 1923، تجاوزت مساحة الأراضي المزروعة مستوى ما قبل الحرب. قاد الابتكار وزيادة الإنتاجية إلى نمو اقتصادي سريع، لكنه سرعان ما عانى من آثار الكساد الكبير. أظهرت لاتفيا بوادر الانتعاش الاقتصادي وانتقل ثقل الناخبين نحو الوسط خلال الفترة البرلمانية. في 15 مايو 1934، قام أولمانيس بانقلاب غير دموي وأسس دكتاتورية قومية استمرت حتى عام 1940. بعد عام 1934، أنشأ أولمانيس شركات حكومية لشراء شركات القطاع الخاص بهدف لتفنة الاقتصاد. بحلول عام 1940 كان اقتصاد لاتفيا تحت حكم أولمانيس الثاني في أوروبا.
في وقت مبكر من صباح يوم 24 أغسطس 1939، وقع الاتحاد السوفياتي وألمانيا النازية لمدة 10 عاما معاهدة عدم اعتداء، ودعا حلف
مولوتوف ريبنتروب. الواردة في اتفاق بروتوكول السرية، كشفت فقط بعد هزيمة ألمانيا في عام 1945، التي تم على أساسها تقسيم ولايات شمال وشرق أوروبا إلى "مناطق النفوذ" الألمانية والسوفياتية". في الشمال، لاتفيا وفنلندا واستونيا وكانت المخصصة للفلك الاتحاد السوفيتي. وبعد ذلك، غزت ألمانيا والاتحاد السوفياتي أجزاء كل منها بولندا.
في 5 أكتوبر 1939، واضطر لاتفيا لقبول «المساعدة المتبادلة» اتفاق مع الاتحاد السوفياتي، منح السوفيات في ذلك الحق في محطة ما بين 25,000 و 30,000 جندي على الأرض في لاتفيا. وبعد انطلاق الحوادث الحدودية، في 16 يونيو 1940 سلمت حكومة اتحاد الجمهوريات الاشتراكية السوفياتية وسفير لاتفيا في موسكو مذكرة، في لاتفيا التي اتهمت بانتهاك بنود اتفاقية 5 أكتوبر 1939، وقدمت مطالب لارسال القوات السوفياتية في إضافية، وإلى تغيير الحكومة. استسلمت للحكومة لاتفيا في مواجهة القوة الساحقة. في 25 مارس، 1949، 43000 من سكان الريف («الكولاك») والوطنيين في لاتفيا («القوميين») تم ترحيلهم إلى سيبيريا في Priboi عملية واسعة في جميع دول البلطيق الثلاث، التي تم التخطيط لها بعناية وتمت الموافقة عليه في موسكو بالفعل في 29 كانون الثاني، 1949. سجنوا. في النصف الثاني من 1980s بدأ الزعيم السوفياتي ميخائيل غورباتشوف لإدخال الإصلاحات السياسية والاقتصادية في الاتحاد السوفياتي، ودعا الغلاسنوست والبيريسترويكا. في صيف عام 1987 وجرت المظاهرات الأولى كبيرة في ريغا في نصب واحد في الحرية رمزا للاستقلال. في صيف عام 1988 حركة وطنية، ائتلافه في الجبهة الشعبية لاتفيا، وكان يعارض من قبل Interfront. وسمح لاتفيا الاشتراكية السوفياتية، جنبا إلى جنب مع غيرها من جمهوريات البلطيق مزيدا من الحكم الذاتي، وفي عام 1988 سمح للقديم قبل الحرب علم من لاتفيا إلى أن تستخدم، ليحل محل العلم السوفياتي لاتفيا والعلم الرسمي في عام 1990.

## عصور ما قبل التاريخ

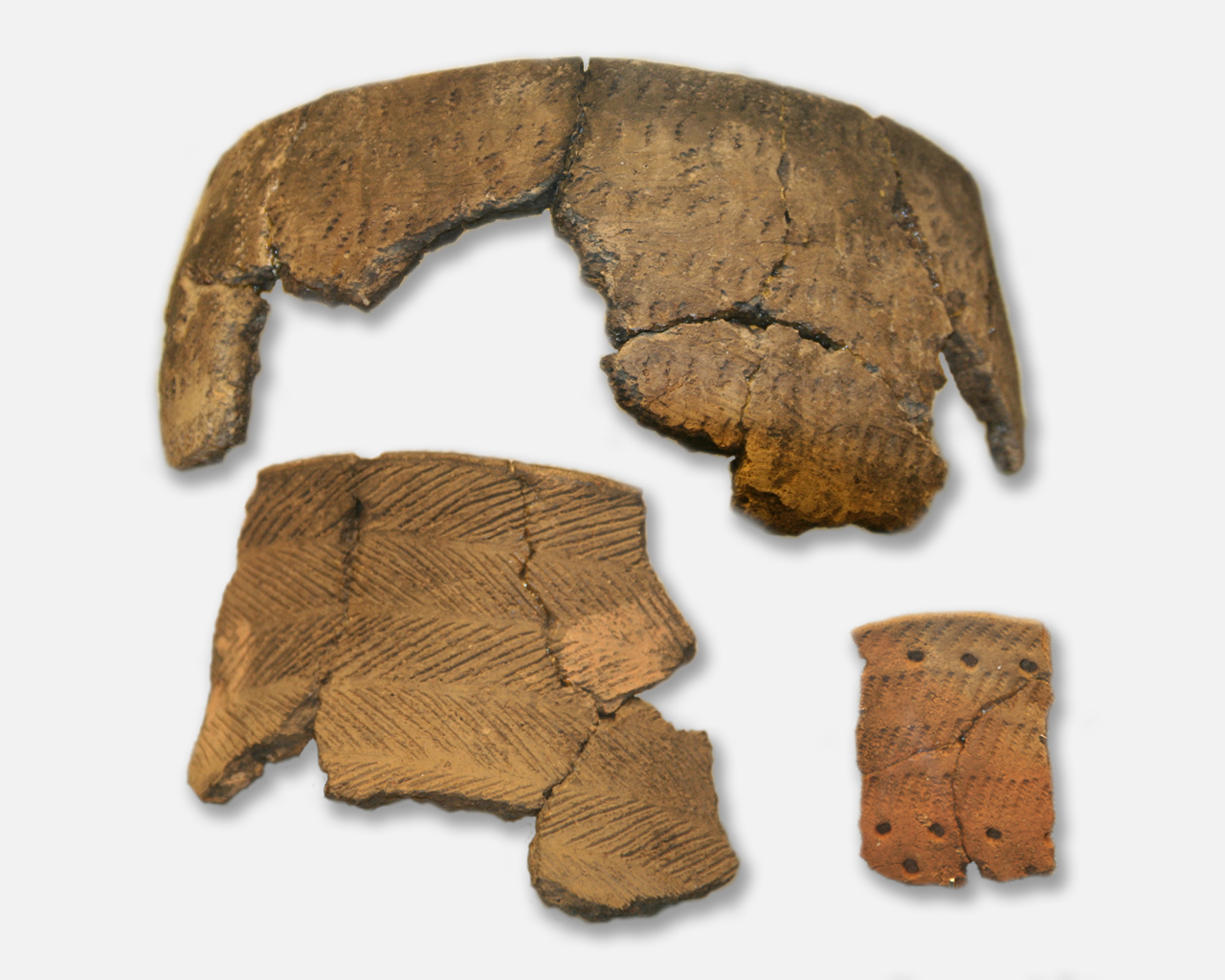
صورة لفخاريات المشط الخزفية في متحف التاريخ الإستوني

انتهى العصر الجليدي في المنطقة التي تشغلها لاتفيا الآن منذ 14000-12000 سنة. وصل المستوطنون الأوائل إلى المنطقة خلال العصر الحجري القديم منذ 11000-12000 سنة، وهم صيادون يطاردون قطعان الرنة، ويعسكرون على طول الأنهار وشاطئ بحيرة البلطيق الجليدية. تشير جيولوجيا بحر البلطيق أنّ الخط الساحلي تجاوز مكانه بعد ذلك، وامتدّ قليلًا نحو الداخل. تعود أقدم الأدوات التي عُثِر عليها بالقرب من سالاسبيل إلى أواخر العصر الحجري القديم منذ حوالي 12000 عام، وتنتمي إلى الحضارة السويديرية (السفيديرية).
استقرّ الصيادون الجامعون خلال العصر الحجري الأوسط (9000 - 5400 قبل الميلاد) وأنشؤوا مستوطنات دائمة لهم. طاردوا الحيوانات وصادوا الأسماك، وأقاموا معسكرات بالقرب من الأنهار والبحيرات، عُثِر بالفعل على 25 مستوطنة بالقرب من بحيرة لوبانس، صنع هؤلاء المنتمون إلى حضارة الكوندا أسلحة وأدوات من الصوان، وقرون الوعل، والعظام، والخشب.

### العصر الحجري الحديث
تميز العصر الحجري الحديث المبكر (5400 - 4100 قبل الميلاد) ببدايات صناعة الفخار، وتربية الحيوانات، والزراعة.
خلال العصر الحجري الحديث الأوسط (4100 - 2900 قبل الميلاد) تطورت حضارة نارفا المحلية في المنطقة. كان سكان هذا العصر من الشعوب الفنلندية الأوغرية، أجداد الليفونيين المرتبطين ارتباطًا وثيقًا بالإستونيين والفنلنديين، وينتمون إلى حضارة بيت كومب واير.
في بداية العصر الحجري الحديث المتأخر (2900 - 1800 قبل الميلاد)، استقر في لاتفيا الحالية مجموعة من شعوب البلطيق الذين ينتمون إلى حضارة الخزف المحزّم. كانوا أجدادًا للاتفيين الذين سكنوا معظم أراضي لاتفيا منذ الألفية الثالثة قبل الميلاد.

### العصر الحديدي (500 ق.م - 1200 م)
تطوّرت الزراعة بعد التعرّف على الأدوات الحديدية خلال العصر الحديدي المبكر (500 قبل الميلاد - القرن الأول قبل الميلاد) بشكل كبير، وهيمنت على النشاطات الاقتصادية. اُستخدِم البرونز لصنع مجموعة متنوعة من الحلي الزخرفية، وقد أدخل البرونز من خلال الأجانب، إذ لا يوجد في لاتفيا نحاس أو قصدير.
بدءًا من العصر الحديدي الأوسط (400-800 م)، بدأ السكان المحليون في تكوين هويات عرقية وإقليمية متميزة. أصبح رجال قبائل البلطيق أخيرًا كورونيون، وسيميغاليون، ولاتغاليون، وسيلينيون. بينما أصبح الفنلنديون الأوغريون ليفونيون، وإستونيون، وفينديون، وظهرت المشيخات المحلية.
في بداية هذا العصر، أصبحت المنطقة المعروفة اليوم باسم لاتفيا مشهورة كملتقى طرق تجاري. امتد الطريق التجاري ذائع الصيت المذكور في السجلات التاريخية من الفارانجيين إلى الإغريق، امتدّ من الدول الاسكندنافية عبر أراضي لاتفيا ودوغافا إلى روس الكييفيه القديمة والإمبراطورية البيزنطية. شارك البلطيقيون القدماء بنشاط في هذه الشبكة التجارية. اشتهر ساحل لاتفيا في جميع أنحاء أوروبا، كمكان للحصول على الكهرمان، ولا تزال لاتفيا أحيانًا تسمى بلاد الكهرمان. حتى العصور الوسطى وخلالها، كان الكهرمان أكثر قيمة من الذهب في العديد من الأماكن. عُرف الكهرمان اللاتفي في أماكن بعيدة مثل اليونان القديمة والإمبراطورية الرومانية، واُستخدِم طريق الكهرمان بشكل مكثف لنقل الكهرمان إلى جنوب أوروبا.
خلال عصر الفيديل وبالقرب من بلدة غروبينا أنشئت مستوطنة اسكندنافية، على الأرجح من قبل أشخاص من غوتلاند. هذه المستعمرة التي بلغ تعدادها بضع مئات من الناس كانت موجودة في وقت ما من 650 - 850 م. تذكر السجلات المتعددة أن الكورونيين دفعوا جزية لملوك السويد.
خلال العصر الحديدي المتأخر (800-1200م) أُدخِل نظام الحقول الثلاثة (تناوب المحاصيل لمدّة ثلاث سنوات)، وبدأت زراعة الجاودار (الشيلم)، وتحسنت جودة الأعمال الحرفية المحلية مع إدخال عجلة الفخار، وتطوّر تقنيات صنع المعادن. عُثِر على عملات عربية، وغربية، وأوروبية، وأنجلو سكسونية تعود إلى هذا العصر. بُنيَت شبكة من الحصون الخشبية، وفرت السيطرة والأمن على الأرض.

## تشكّل الدولة الحديثة
في القرن العاشر، بدأت مختلف مشيخات قبائل البلطيق القديمة في تشكيل مجالات سيطرة مبكرة. تطورت الحضارات القبلية الإقليمية في أراضي لاتفيا الحديثة وشمال ليتوانيا، بما في ذلك الكورانيون، واللاتغاليون، والسيلونيون، والسيميغاليون، والليفونيون الفنلنديون الغربيون، الذين توحدوا تحت سلطة زعمائهم المحليين.
شكّل اللاتغاليون أكبر قبيلة، وكانوا الأكثر تقدمًا في تطورهم المجتمعي والسياسي. كانت الولاية الرئيسية جيرسيكا محكومة من قبل أمراء أرثوذكس يونانيين من فرع لاتغاليان بولوتسك من سلالة روريك. عندما قسّم آخر حكام جيرسيكا الملك فيسفالديز، المذكور في سجل أحداث هنري ليفونيا (وثيقة تصف أحداث أواخر القرن الثاني عشر وأوائل القرن الثالث عشر) ولايته عام 1211. أطلق على جزء من البلاد اسم «ليتيا»، ربما كانت المرة الأولى التي يذكر فيها هذا الاسم في مصادر مكتوبة.
على النقيض من ذلك حافظ الكورونيون، الذين امتدت أراضيهم إلى المنطقة التي تشغلها ليتوانيا وبرزخ قورش اليوم، حافظوا على نمط حياة الغزوات البحرية، ما شمل أعمال النهب والسرقة، وأصبحوا معروفين باسم فايكينغ البلطيق على الساحل الغربي لبحر البلطيق.
كان السيلونيون والسيمغاليون، المرتبطون ارتباطًا وثيقًا بالأوكستيتيون والساموغيتيون، معروفين بالمزارعين الأثرياء، وقاوموا الألمان لأطول فترة زمنية تحت حكم الفيستاردس. عاش الليفونيون على طول شواطئ خليج ريغا، عملوا في الصيد والتجارة، وأطلقوا على هذه المنطقة أول اسم ألماني (ليفلاند).
قبل أن تبدأ الغزوات الألمانية في أواخر القرن الثاني عشر، سكن في لاتفيا حوالي 135000 من البلطيقيين، و20000 ليفوني.